# Ferdinand Heine
Ferdinand Heine (Halberstadt, 1809. március 9. – Halberstadt, 1894. március 28.) – német ornitológus és gyűjtő.

## Élete
Heine rendelkezett a 19. században a világ egyik legnagyobb magánkézben lévő madárgyűjteményével; jelenleg ez a halberstadti Heineanum Múzeumban található. A gyűjteményről a kor egy másik jeles ornitológusa, Jean Cabanis is beszámolt a ”Museum Heineanum. Verzeichniss der ornithologischen Sammlung des Oberamtmann Ferdinand Heine, auf Gut St. Burchard vor Halberstadt” (1851) című tanulmányában.
Heine jó barátja volt Richard Wagner zeneszerzőnek is; fennmaradt Wagner egy 1850. szeptember 14-én kelt levele, amelyben hangot adott a pénzvilágnak a zene világába történő betolakodásával kapcsolatos ellenérzéseinek. 

## Fordítás
- Ez a szócikk részben vagy egészben  a   Ferdinand Heine című angol Wikipédia-szócikk fordításán alapul.  Az eredeti cikk szerkesztőit annak laptörténete sorolja fel. Ez a jelzés csupán a megfogalmazás eredetét és a szerzői jogokat jelzi, nem szolgál a cikkben szereplő információk forrásmegjelöléseként.